# Eidgenössische Volksinitiative «Ja zu Europa»

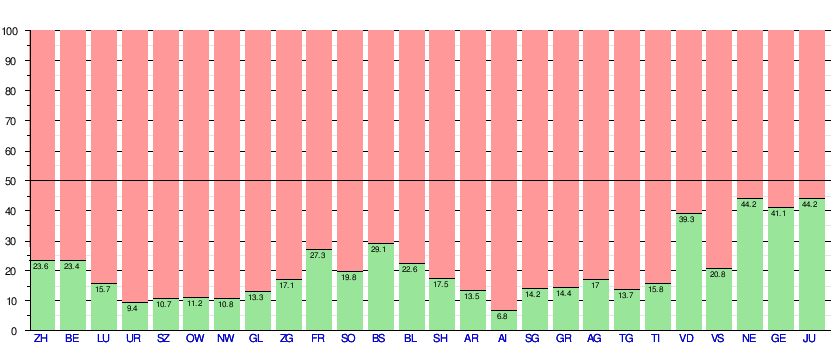
Abstimmungsresultat nach Kantonen
(0 Ja / 23 Nein)

Die eidgenössische Volksinitiative «Ja zu Europa» war eine Volksinitiative, die am 4. März 2001 zur Abstimmung gelangte und abgelehnt wurde. Mit ihr wurde die unverzügliche Aufnahme von Verhandlungen über einen Beitritt der Schweiz zur Europäischen Union verlangt. Die Initiative wurde am 21. Februar 1995 vom Initiativkomitee lanciert, nachdem die Stimmberechtigten 1992 den Beitritt zum Europäischen Wirtschaftsraum abgelehnt hatten (→ Eidgenössische Abstimmung über den EWR) und der Bundesrat das frühere Beitrittsgesuch für unbefristete Zeit eingefroren hatte. Die Befürworter und Initianten machten geltend, dass die Schweiz aufgrund bilateraler Abkommen an verschiedene Gesetze der Europäischen Union gebunden sei, bezüglich dieser Gesetze jedoch nicht über Mitsprache- oder Entscheidungsrechte verfüge. Die schweizerische Regierung sowie die beiden Parlamentskammern empfahlen der Bevölkerung, die Volksabstimmung abzulehnen. Im Abstimmungsbüchlein (Informationsbroschüre für die Abstimmung) schrieb der Bundesrat, dass er den Beitritt zur Europäischen Union anstrebe, die Initiative jedoch ein zu schnelles Vorgehen fordere.

## Wortlaut der Initiative
Die Übergangsbestimmungen der Bundesverfassung werden wie folgt ergänzt:
Art. 23 (neu)
1. Die Schweiz beteiligt sich am europäischen Integrationsprozess und strebt zu diesem Zweck den Beitritt zur Europäischen Union an.
2. Der Bund nimmt ohne Verzug Beitrittsverhandlungen mit der Europäischen Union auf.
3. Der Beitritt zur Europäischen Union wird Volk und Ständen gemäss Artikel 89 Absatz 5 zur Abstimmung unterbreitet.

Art. 24 (neu)
Bei den Beitrittsverhandlungen und der Anpassung des schweizerischen Rechts an das Recht der Europäischen Union achten alle Behörden darauf, dass insbesondere die demokratischen und föderalistischen Grundwerte sowie die sozialen und ökologischen Errungenschaften durch geeignete Massnahmen gesichert werden.
Art. 25 (neu)
Der Bund berücksichtigt bei der Umsetzung des Beitrittsvertrages und der Weiterentwicklung der Europäischen Union sowie bei anderen Fragen der europäischen Integration die Kompetenzen der Kantone und wahrt ihre Interessen. Er informiert die Kantone rechtzeitig und umfassend, hört sie an und zieht sie bei der Vorbereitung von Entscheiden bei.

## Ergebnis
Die Initiative wurde mit deutlicher Mehrheit abgelehnt. Bei einer Stimmbeteiligung von 55,8 Prozent votierten nur 23,2 Prozent für die sofortige Aufnahme von EU-Beitrittsverhandlungen, 76,8 Prozent dagegen.
Sämtliche Kantone stimmten mehrheitlich gegen den Vorschlag.  Die höchste Zustimmung erhielt die Volksinitiative in den Kantonen Genf, Neuenburg und Jura mit 41,1 Prozent bzw. jeweils 44,2 Prozent Ja-Stimmen. Die deutlichste Ablehnung erfuhr sie im Kanton Uri mit 90,6 Prozent und Appenzell Innerrhoden mit 93,2 Prozent Nein-Stimmen.